# Индия на летних Олимпийских играх 1972
Индия принимала участие в Летних Олимпийских играх 1972 года в Мюнхене (ФРГ) в тринадцатый раз за свою историю, и завоевала одну медаль — бронзу в хоккее на траве.

## Бронза
- Хоккей на траве, мужчины.